# Kommunalwahlen im Saarland 2014
Am 25. Mai 2014 fanden die Kommunalwahlen im Saarland 2014 statt. Es wurden die Vertretungen für Kreistage,  und der Gemeindevertretungen beziehungsweise Stadtverordnetenversammlungen der Städte und Gemeinden gewählt. Auch ehren- und hauptamtliche Bürgermeister und Landräte wurden direkt gewählt. Für Ortsteile innerhalb von Gemeinden wurden Wahlen für Ortsvorsteher und Ortsbeiräte durchgeführt. Am selben Tag wurde auch die Wahl zum Europaparlament durchgeführt. Parallel fanden in Baden-Württemberg, Hamburg, Nordrhein-Westfalen, Mecklenburg-Vorpommern, Rheinland-Pfalz, Brandenburg, Sachsen, Sachsen-Anhalt und Thüringen ebenfalls Kommunalwahlen statt.

## Ergebnis

### Regionalversammlung und Kreistage
Das vorläufige amtliche Landesendergebnis der Kommunalwahl für Regionalversammlungs- und Kreistagswahlen:
| Partei                                            | Prozent (Veränderung zu 2009) |
| ------------------------------------------------- | ----------------------------- |
| Christlich Demokratische Union Deutschlands (CDU) | 38,3 (1,7)                    |
| Sozialdemokratische Partei Deutschlands (SPD)     | 34,7 (2,5)                    |
| Die Linke (DIE LINKE.)                            | 7,3 (−5,6)                    |
| Freie Demokratische Partei (FDP)                  | 2,4 (−4,8)                    |
| Bündnis 90/Die Grünen (B’90/Grüne)                | 6,1 (−0,4)                    |
| Alternative für Deutschland (AfD)                 | 5,3 (5,3)                     |
| Familien-Partei Deutschlands (FAMILIE)            | 0,6 (−0,1)                    |
| Nationaldemokratische Partei Deutschlands (NPD)   | 0,9 (0,3)                     |
| Piratenpartei Deutschland (PIRATEN)               | 2,4 (2,4)                     |
| andere Parteien                                   | 1,8 (0,1)                     |

Die Wahlbeteiligung lag bei 52,5 Prozent (432.444 von 823.920 Wahlberechtigten; −4,9 Prozentpunkte gegenüber 2009). Es gab 2,9 Prozent ungültige Stimmen.

### Städte und Gemeinden
Das vorläufige amtliche Landesendergebnis der Kommunalwahl für Gemeinderatswahlen:
| Partei                                            | Prozent (Veränderung zu 2009) |
| ------------------------------------------------- | ----------------------------- |
| Christlich Demokratische Union Deutschlands (CDU) | 38,8 (1,4)                    |
| Sozialdemokratische Partei Deutschlands (SPD)     | 36,1 (2,6)                    |
| Die Linke (DIE LINKE.)                            | 7,3 (−3,4)                    |
| Freie Demokratische Partei (FDP)                  | 2,6 (−3,6)                    |
| Bündnis 90/Die Grünen (B’90/Grüne)                | 5,6 (−0,3)                    |
| Alternative für Deutschland (AfD)                 | 2,0 (2,0)                     |
| Familien-Partei Deutschlands (FAMILIE)            | 0,5 (0,0)                     |
| Nationaldemokratische Partei Deutschlands (NPD)   | 0,5 (0,1)                     |
| Piratenpartei Deutschland (PIRATEN)               | 1,1 (1,1)                     |
| andere Parteien                                   | 6,0 (5,5)                     |

Die Wahlbeteiligung lag bei 52,5 Prozent (432.158 von 822.782 Wahlberechtigten; −4,9 Prozentpunkte gegenüber 2009). Es gab 2,5 Prozent ungültige Stimmen.